# Der kluge Vogel
Der kluge Vogel ist ein kurdisches Märchen (AT 1352 A).

## Handlung
Entgegen dem Rat seines Vaters heiratete der Kurde Mehmad eine Frau und keine Jungfrau, die er alsbald beim Fremdgehen erwischte. Nach der Scheidung heiratete er erneut, eine Jungfrau namens Golé, und als er sich später auf Pilgerfahrt nach Sinjar begab, ließ er ihr einen sprechenden Vogel da, den er kurz nach Antritt seiner Reise erworben hatte und noch schnell zurückbrachte, bevor er wieder lospilgerte. Da kam eine alte Frau zu Golé, um sie zu einer Hochzeit einzuladen. Der Vogel jedoch meinte, dass er Golé etwas wichtiges zu sagen hätte, also lehnte diese die Einladung ab. Da begann der Vogel zu erzählen, von zwei Geschwistern, die von zu Hause weggelaufen waren, weil ihre Stiefmutter sie hungern lassen und geschlagen hatte. Das Mädchen traf dann auf einen Hirten, der es augenblicklich heiraten und dem in der Nähe liegenden, verletzten Bruder nicht gleich helfen wollte. Also meinte sie zu ihm, dass er sich doch erst waschen gehen solle, wonach sie dann auch einwilligen werde. Der Hirte begab sich dafür also in die Stadt und vertraute dem Mädchen seine Schafe an, doch als er wiederkam, fand er weder das Mädchen noch seine Tiere vor.
Der Vogel fragte Golé daraufhin, wer denn nun Schuld sei, das Mädchen, der Hirte oder die Stiefmutter? Und während Golé darüber nachdachte, schlief sie ein. Am nächsten Tag kam die Alte erneut vorbei, um Golé abzuholen, doch der Vogel lockte sie mit der Geschichte, also blieb sie daheim. Da fuhr der Vogel fort von dem Mädchen zu erzählen, das lief und lief und ihren Bruder nicht mehr wiederfand. Es kam zu einer Stadt, in deren Hafen viele Schiffe lagen und bestieg eines davon, um weiterzusuchen. Der zugehörige Kapitän fand es ganz allein darauf vor und hielt es fest, mit der Absicht es zu heiraten, woraufhin es wieder meinte, dass er sich dafür erst duschen solle. Als er ihm dann sein Schiff anvertraute, um sich duschen zu gehen, drehte es an einer Schraube, sodass das Schiff von alleine losfuhr und er es verlor.
Die Frage bedenkend, wer nun der Schuldige sei, das Mädchen oder der Kapitän, schlief Golé erneut ein und auch am dritten Abend zog sie die Geschichte des Vogels dem Hochzeitsfest vor. Der Vogel erzählte daraufhin, dass das Mädchen, nachdem das Schiff an einer Insel anhielt, in die Fänge von vierzig Räubern geriet, von denen nur der Chef noch keine Frau gefunden hatte und die nicht heiraten durften, solange er es nicht tat. Da die Frauen allesamt sehr betrübt darüber waren, bald heiraten zu müssen, gab das Mädchen diesmal vor, dass sich vorher erst alle, Männer und Frauen getrennt voneinander, am Strand baden sollten, wodurch ihr, zusammen mit den Frauen, die Flucht gelang. Zurück in der Stadt, und nachdem die übrigen Frauen zurück zu ihren Familien gefunden hatten, sprach das Mädchen beim König vor, der es als seine Schwester erkannte und darüber berichtete, wie sich bei der Königswahl der auswählende Vogel auf seinem Haupt niedergelassen hatte. Dem Hirten wurden dann vom König neue Schafe gekauft, dem Kapitän ein neues Schiff und der Räuberhauptmann durfte sich auf Kosten des Königs eine neue Frau suchen.
Als die Geschichte zu Ende war, klopfte es an der Tür und Mehmad kam herein, woraufhin der Vogel krächzte „Mehmad, wenn ich nicht gewesen wäre, wärst du ohne Frau geblieben!“

## Hintergrund
Das Märchen wurde in dem Werk Die Märchen der Weltliteratur – Kurdische Märchen (Düsseldorf / Köln 1978) der Sammlerin Luise-Charlotte Wentzel veröffentlicht, das als Erzähler den Kurden Mehmad Beyazit Ibrahim und als Übersetzer dessen Freund K. N. angibt. Golé bzw. Gul bedeuted Rose.
Laut dem Werk entspricht die Erzählung weitgehend dem Märchen Sabi-Chanum, das aus Tonbandaufnahmen der Brüder Džalili (Sowjetunion) stammt. Dieses handelt von der Tochter eines Padischahs, namens Sabi-Chanum, die, nachdem ihr Vater unter die Soldaten gegangen war, das Bett mit dem den Thron verwaltenden Wesir teilen soll. Durch eine List, bei der sie dem Wesir während des Badens den Kopf einseift, sodass er nichts mehr sehen kann und sie ihm somit ein Beil zwischen die Augen schlagen kann, gelingt ihr die Flucht, jedoch gerät sie in die Gefangenschaft eines anderen Padischahs, dessen vierzigste Frau sie werden soll. Wieder gelingt eine List, bei der ein vorgeschlagener Vergnügungsaufenthalt am Meer dazu genutzt wird, um in einem Boot, mitsamt den anderen neunundreißig Frauen, zu fliehen, jedoch gelangen die Fliehenden in die Fänge der vierzig Räuber Ali-baši. Diese werden betrunken gemacht, sodass die Frauen ihre Flucht fortsetzen und heimkehren können. Sabi-Chanum aber begegnet einem Hirten mit schlechten Absichten, den sie dazu bringt, Frauen zu holen, die sie in dessen Haus führen sollen. Sie gelangt dann in eine fremde Stadt und wird die Frau des Sohns des dortigen Padischahs. An einer Quelle lässt sie dann eine Fotografie von sich aufhängen, wobei befohlen wird, diejenigen, die seufzen, wenn sie diese ansehen, in den Palast zu bringen. Über die Eingetroffenen Gericht haltend, lässt der Mann Sabi-Chanums dem, den Beil-Angriff überlebt habenden, Wesir und dem Padischah mit den vierzig Frauen die Köpfe sowie den Ali-baši beide Hände abschlagen, der Hirte aber wird freigelassen. Zuletzt kommt es zu einem freudigen Wiedersehen zwischen Sabi-Chanum und ihrem Vater, der sie ebenfalls auf dem Bild erkannt hatte. Das Märchen wurde 1954 in Jerewan von dem Kurden Otare Šaro erzählt und von Gisela Schenkowitz übersetzt. Es ist unter AT 883 A einzuordnen und bekam nach Wolfram Eberhards und Pertev Naili Boratavs Typen türkischer Volksmärchen den Typ 245 sowie nach Nowak den Typ 312: Die verfolgte Frau zugewiesen.
Verglichen werden kann Der Wollkämmer als König.